# Harrison Gilbertson
Harrison Gilbertson (Adelaide, 29 juni 1993) is een Australische acteur.

## Levensloop
Gilbertson, geboren in Adelaide, Australië is de zoon van Julie Sloan en Brian Gilbertson. Hij begon zijn acteer-carrière op 6-jarige leeftijd toen hij het personage Sorrow speelde in de theaterproductie Madama Butterfly. In 2002 maakte hij zijn filmdebuut als Greggy in Australian Rules. 
Hij brak door in 2009, waar hij de hoofdrol speelde, Billy Conway, in de film Accidents Happen. Critici prezen zijn acteervaardigheden.
Zijn Amerikaanse debuut was in Virginia, waar hij speelde naast Jennifer Connelly en Ed Harris. Bij de 52e Australian Film Institute Awards won hij in de categorie "Young Actor Award" voor zijn rol als Frank Tiffin op Beneath Hill 60.
In 2014 was hij samen met Aaron Paul te zien in Need for Speed. In de thriller Haunt speelde hij samen met Liana Liberato en Jacki Weaver. In de verfilming van Fallen, een roman van Lauren Kate, nam hij de rol van Cameron Briel op zich, naast Addison Timlin en Jeremy Irvine.

## Filmografie

### Film
| Jaar | Titel               | Rol             | Opmerkingen                      |
| ---- | ------------------- | --------------- | -------------------------------- |
| 2002 | Australian Rules    | Greggy          |                                  |
| 2009 | Accidents Happen    | Billy Conway    |                                  |
| 2009 | Blessed             | Daniel          |                                  |
| 2010 | Beneath Hill 60     | Frank Tiffin    | AACTA Award for Best Young Actor |
| 2010 | Virginia            | Emmett          |                                  |
| 2011 | Bush Basher         | Weed            | Korte film                       |
| 2013 | Haunt               | Evan Asher      |                                  |
| 2013 | The Turning         | Vic Lang        | segment "On Her Knees"           |
| 2014 | My Mistress         | Charlie Boyd    |                                  |
| 2014 | Need for Speed      | Pete Coleman    |                                  |
| 2016 | Fallen              | Cameron Briel   |                                  |
| 2016 | Hounds of Love      | Jason           |                                  |
| 2018 | Upgrade             | Eron            |                                  |
| 2018 | Look Away           | Sean            |                                  |
| 2019 | In the Tall Grass   | Travis McKean   |                                  |
| 2019 | Measure for Measure | Claudio         |                                  |
| 2023 | Oppenheimer         | Philip Morrison |                                  |

### Televisie
| Jaar | Titel                  | Rol                | Opmerkingen     |
| ---- | ---------------------- | ------------------ | --------------- |
| 2012 | Conspiracy 365         | Callum Ormond      | 12 afleveringen |
| 2018 | Picnic at Hanging Rock | Michael Fitzhubert | 6 afleveringen  |